# كل أباد (حسين أباد كرمان)
کل أباد (بالفارسية: کل‌آباد) هي منطقة سكنية تقع في إيران في Hoseynabad Rural District. يقدر عدد سكانها بـ 33 نسمة بحسب إحصاء 2016.